# Kamienica przy ulicy Ogrodowej 23 w Raciborzu
Kamienica przy ulicy Ogrodowej 23 – zabytkowa, wolno stojąca, czterokondygnacyjna (z mieszkalnym poddaszem), murowana z cegły secesyjna kamienica mieszkalna, znajdująca się w Raciborzu przy ulicy Ogrodowej 23. Została oddana do użytku około 1910 roku. Kamienica fragmentami jest tynkowana. Parter jest boniowany, fasada licowana białymi płytkami glazurowymi. W elewacji frontowej znajduje się ryzalit wsparty na dwóch kolumnach i dwóch półkolumnach z poziomymi pasami dekoracji roślinnej oraz głowicami z kartuszami. Nad głowicami znajdują się stojące orły. Płyciny okienne na trzeciej kondygnacji zdobione są ornamentem roślinnym. W tylnej elewacji znajdują się dwa ryzality. 30 kwietnia 1993 roku budynek został wpisany do rejestru zabytków pod numerem A/1521/93.